# Margaret Allan
Margaret Mabel Gladys Jennings, de soltera Allan, (Patterton, Renfrewshire, 26 de julio de 1909 – Carmarthenshire, 21 de septiembre de 1998) fue una piloto de carreras escocesa. Como Margaret Allan (a veces, erróneamente "Allen") fue una de las principales mujeres británicas participantes en las carreras y rallys de los años de entreguerras, y una de las únicas cuatro mujeres en ganar una insignia de 120 mph (193 km/h) en el circuito de Brooklands. Durante la guerra, Jennings trabajó como conductora de ambulancias y luego en el centro de desciframiento de inteligencia de Bletchley Park, y más tarde se convirtió en periodista y fue corresponsal de la revista Vogue entre 1948 y 1957.

## Trayectoria
Era la hija de James Allan, miembro de una acaudalada familia escocesa-canadiense propietaria de la compañía naviera Allan Line. La familia Allan era progresista y políticamente activa. La hermana de James era una conocida sufragista, Janie Allan, y Margaret se educó en la escuela liberal y poco ortodoxa de Bedales. La madre de Allan, una entusiasta amazona desde muy temprana edad, nutrió su espíritu independiente y la alentó a que aprendiera a conducir tan pronto como tuviera la edad suficiente.

### Piloto de carreras
Las primeras inscripciones de Allan en el deporte del motor de competición fueron con el automóvil Lagonda de su familia, conduciendo en eventos de trial organizados por la Asociación de Mujeres Automovilistas y Deportivas (WASA, por sus siglas en inglés). En diciembre de 1930, terminó con éxito el Trial Londres-Gloucester en el Lagonda, ganando el Premio de Damas. Su conducción fue calificada de "limpia y rápida" por la revista Motor Sport. Durante los siguientes años, continuó participando en pruebas y rallys, a menudo con victorias tanto en la clasificación general como en la de mujeres. El primer rally a nivel internacional de Allan fue el Rally de Montecarlo de 1932, en el que participó en una carrera con un Riley Nine y con la copiloto Eve Staniland. La pareja terminó en 10.ª posición en la general y en 2ª posición en la Coupe des Dames. Más tarde ese mismo año, Allan, con su hermano Hamish actuando como copiloto, se inscribió en el Alpine Trial. El evento, de una semana de duración, fue considerado el más exigente de Europa. En su Wolseley Hornet, los hermanos recibieron un premio de la Glacier Cup por completar la prueba sin penalización, y el empuje de Allan le valió la victoria conjunta en la Coupe des Dames, junto a su compañera del equipo Wolseley, la señora Martin.
También en 1932, Allan tuvo su primer contacto con las carreras de circuito. Tras una visita al de Brooklands, convenció a su padre para que comprara un Lagonda sobrealimentado de 2 litros, mucho más rápido. Fue con este coche con el que hizo su debut en el circuito de Brooklands, conduciendo como parte de la entrada de la WASA en la popular Reunión Inter-Clubes. Su equipo de tres mujeres perdió por solo un punto el título general de la Copa Stanley, al ser derrotado por el Junior Car Club. Regresó a Brooklands para la reunión interclubes de 1933, habiendo mejorado su automóvil, al disponer de un Bentley 4.5 Litros. Aunque el equipo WASA solo terminó en tercera posición, la propia Allan consiguió su primera victoria en el circuito, ya que terminó primera en la carrera en la categoría Junior compensada. La vuelta más rápida de Allan fue cronometrada a 157 km/h. Su segundo triunfo absoluto de Brooklands también llegó al volante del Bentley 4.5 Litros en la carrera de la categoría Junior compensada, en el encuentro de Pascua del año siguiente.
Las actuaciones de Allan atrajeron la atención del equipo de MG Motor que le pidió que se uniera a ellos para la carrera de relevos de 1934 y 200 millas del Light Car Club en Brooklands. Su equipo femenino, que conducía un MG Magnette, obtuvo la tercera posición general en una carrera que terminó en medio de una tormenta torrencial. Allan mantuvo estrechos vínculos con MG, y fue miembro de las "Dancing Daughters" del piloto George Eyston, una participación femenina de tres coches en la carrera de las 24 Horas de Le Mans de 1935, conduciendo MG P-type preparados.
1935 fue también el año en que Allan condujo por primera vez uno de los coches con los que se asoció más fuertemente: el Bentley 4.5 Litros de Richard Marker llamado Old Mother Gun. Este coche había ganado las 24 Horas de Le Mans de 1928 como entrada de fábrica de Bentley, pero desde que pasó a ser propiedad de Marker se le había dotado de una carrocería monoplaza aerodinámica que anteriormente había sido montada en un coche de 3 litros propiedad de Woolf Barnato, en lugar de la carrocería de turismo original del coche. Aunque su mejor resultado en 1935 con el Old Mother Gun fue solo un segundo puesto, tuvo más éxito con el monoplaza de Dudley Folland, un Shelsley de la marca Frazer Nash. Con este coche ganó la carrera compensada por categorías en el August Bank Holiday Meeting, con una mejor vuelta de carrera de 192 km/h. En la práctica había rodado a 204,5 km/h, más rápido que el récord contemporáneo de Earl Howe de 204 km/h.
Resulta que 1936 iba a ser la última temporada completa de competición de Allan. Marker había reacondicionado el Old Mother Gun con un motor mucho más grande de 6.5 Litros. Con este enorme incremento en el rendimiento, obtuvo el segundo lugar en la primera reunión de Brooklands ese año, y ganó la segunda carrera larga compensada de Whitsun unas semanas más tarde. En esta carrera, su velocidad promedio fue de más de 185 km/h, pero su mejor vuelta de carrera había sido cronometrada a 197 km/h. Este logro le valió a Allan una insignia oficial de 193 km/h, una de las únicas cuatro (o cinco, según otras fuentes) mujeres que lo hicieron durante la existencia de la pista de Brooklands como lugar activo de deportes del motor. Más tarde, en 1936, condujo el Frazer Nash en la carrera de montaña de Shelsley Walsh, donde ganó el Premio de las Damas.
En 1943, un colaborador de la revista Motor Sport evaluó su récord de carreras como "tan bueno como el de cualquier hombre con coches comparables".
Después de casarse, hizo una breve incursión en la competición, disputando el rally del Circuito de Irlanda en 1950. A pesar de haber estado ausente de los deportes de competición del motor durante más de una década, ganó el Premio Femenino del evento.

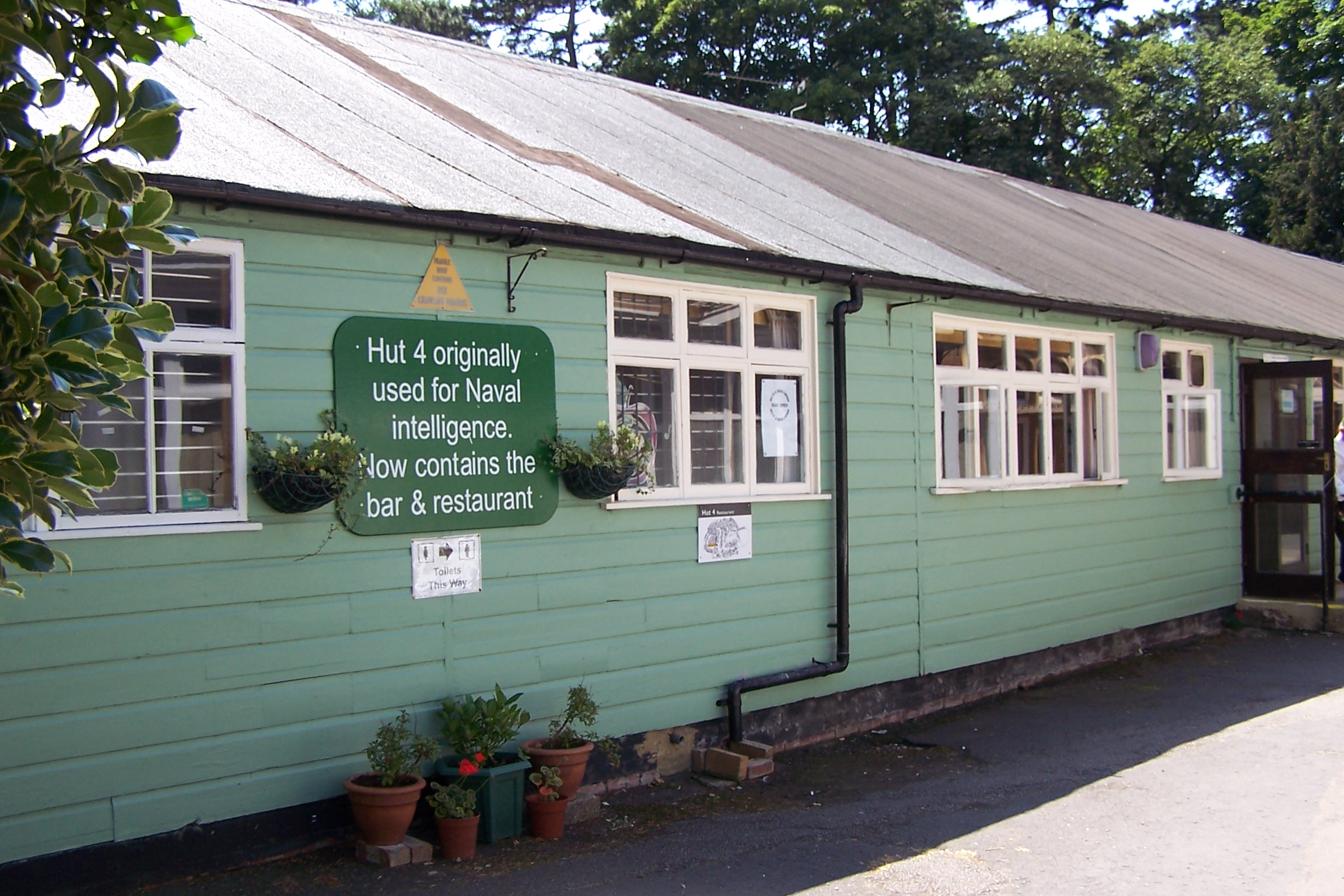
Hut 4, junto a la mansión, utilizada durante la guerra por la inteligencia naval, ahora reformada como bar y restaurante para el museo

### Segunda Guerra Mundial
Durante la Segunda Guerra Mundial, sirvió como chófer de ambulancia, y más tarde fue destinada a Bletchley Park. Allí trabajó en el "centro de desciframiento de inteligencia", con sede en el Hut 4.

### Periodismo
Después de la guerra, se convirtió en periodista y fue corresponsal de la revista Vogue durante muchos años en las décadas de 1940 y 1950, además de proporcionar artículos de prueba en carretera para The Motor, Autocar y otras revistas de automoción.

## Vida personal
En 1937 se casó con Christopher Jennings, más tarde editor de The Motor, y se retiró de las carreras. Tuvieron un hijo. Se mudaron a Carmarthenshire, donde Christopher se convirtió en High Sheriff en 1957. Además de sus actividades relacionadas con el motor, Allan también fue una gran jardinera y ganó múltiples premios de la Real Sociedad de Horticultura en las décadas siguientes, además de exponer en el Chelsea Flower Show.